# Národní park Donau-Auen
Národní park Donau-Auen (německy Nationalpark Donau-Auen) se nachází na severovýchodě Rakouska na území spolkových zemí Vídeň a Dolní Rakousy. Rozprostírá se na zachovalé nivní oblasti podél řeky Dunaj mezi Vídní a soutokem s Moravou na hranicích se Slovenskem. Délka území je 36 km, maximální šířka okolo 4 km, celková rozloha je 93 km².
Roku 1978 byla na luzích Lobau na okraji Vídně vyhlášena chráněná krajinná oblast a část území pod názvem Untere Lobau se stala biosférickou rezervací UNESCO. Roku 1979 vznikla další chráněná krajinná oblast, Donau-March-Thaya-Auen („Dunajsko-moravsko-dyjské luhy“). Roku 1983 se území Untere Lobau a Donau-March-Thaya-Auen dostala pod ochranu Ramsarské úmluvy. Národní park Donau-Auen pak vznikl roku 1996.
Název Donau-Auen lze přeložit jako dunajské lužní lesy. Lužní lesy tvoří 65 % rozlohy národního parku, 15 % připadá na mokřadové louky a 20 % zabírají vodní plochy.

## Vznik národního parku

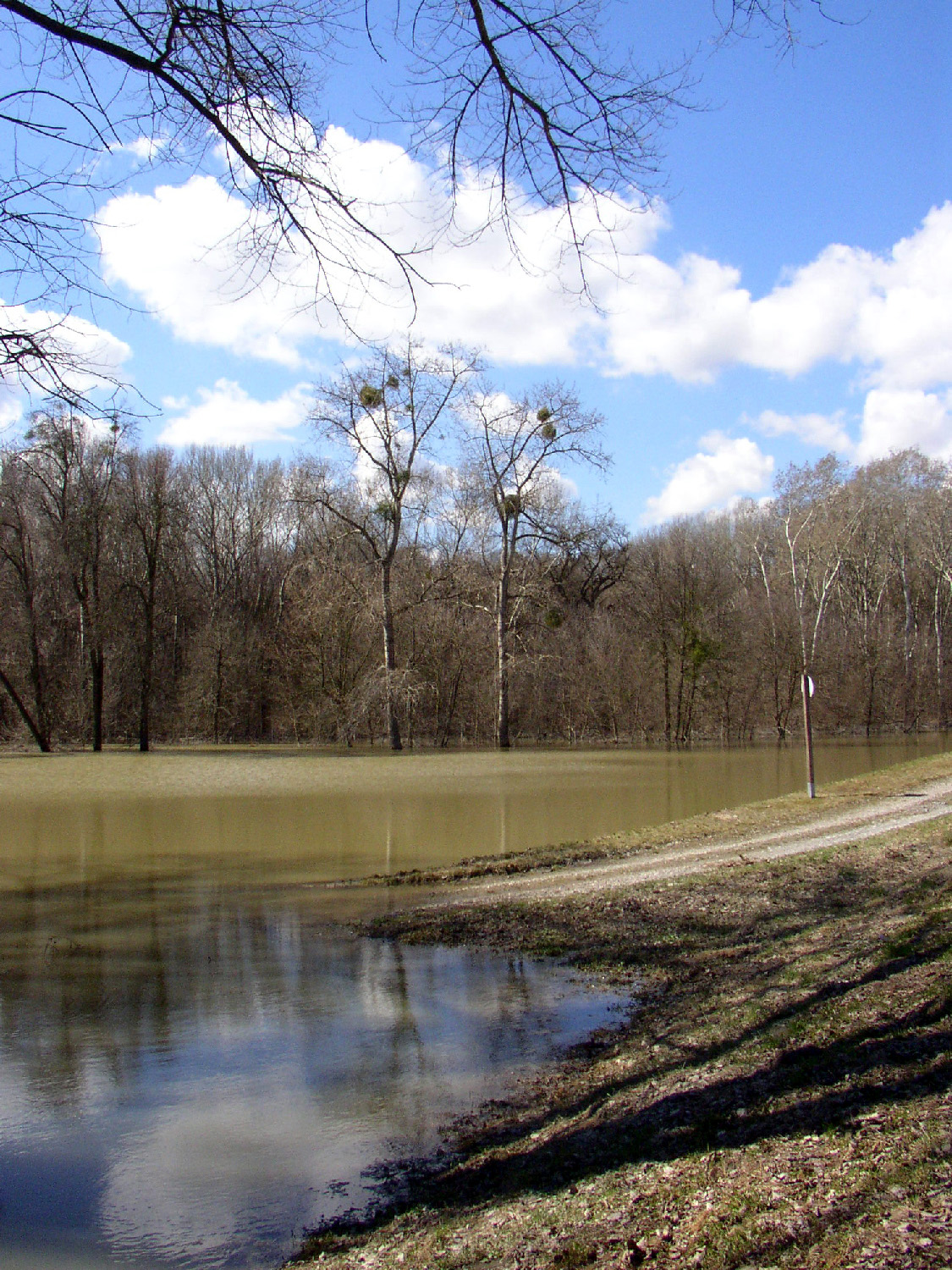
Jarní zvýšení hladiny, lokalita mezi Schönau an der Donau a Orth an der Donau

Do 19. století nebyl Dunaj regulován, později však v důsledku rozsáhlých úprav docházelo k výrazným změnám přírodních poměrů řeky a jejího okolí. Mnoho říčních ramen bylo přehrazeno a k jejich spojení s Dunajem nadále docházelo jen při povodních. Dalším zásahem bylo po desetiletí probíhající hospodářské využívání lužních lesů. V 50. letech 20. století začala na rakouské části toku Dunaje výstavba systému vodních elektráren.
V roce 1984 byla plánovanou stavbou vodní elektrárny Hainburg ohrožena vedle lokality Wachau poslední dosud neregulovaná část toku Dunaje s lužními lesy. Proti tomu se ozvala sdružení na ochranu přírody a životního prostředí a v různých částech země docházelo k protestům. Když provozovatelé stavby přesto začali s kácením, došlo k akci známé pod názvem Besetzung der Hainburger Au („Obsazení hainburského luhu“), které se zúčastnily tisíce lidí různého věku a profesí. Po několika neúspěšných pokusech vyklidit oblast prostřednictvím policie v prosinci 1984 vyhlásila spolková vláda pauzu na rozmyšlenou. V lednu 1985 bylo další kácení zakázáno nejvyšším soudem. V březnu požadovalo 353 906 lidí prostřednictvím „lidové žádosti Konrada Lorenze“ (Konrad-Lorenz-Volksbegehren) zákaz výstavby dalších velkých elektráren a zřízení národního parku v oblasti Hainburgu.
Proběhnuvší četné vědecké výzkumy přinesly o oblasti nové poznatky, kupříkladu byla identifikována řada druhů ryb, jejichž přítomnost v době přípravy stavby vodní elektrárny nebyla známa.
Z těchto studií vyplynulo, že si luhy podél Dunaje zaslouží status národního parku. Dále bylo stanoveno, že stavba vodní elektrárny není s existencí národního parku slučitelná. 27. října 1996 byla mezi Rakouskem a spolkovými zeměmi Vídeň a Dolní Rakousy uzavřena smlouva o vzniku národního parku Donau-Auen.

## Flora a fauna
Na území národního parku se vyskytuje přes 800 druhů vyšších rostlin, více než 30 druhů savců a 100 druhů hnízdících ptáků, 8 druhů plazů, 13 druhů obojživelníků a 60 druhů ryb. Typickými obyvateli národního parku jsou například čolek dunajský, želva bahenní, blatňák, orel mořský, ledňáček a bobr.

## Řeka

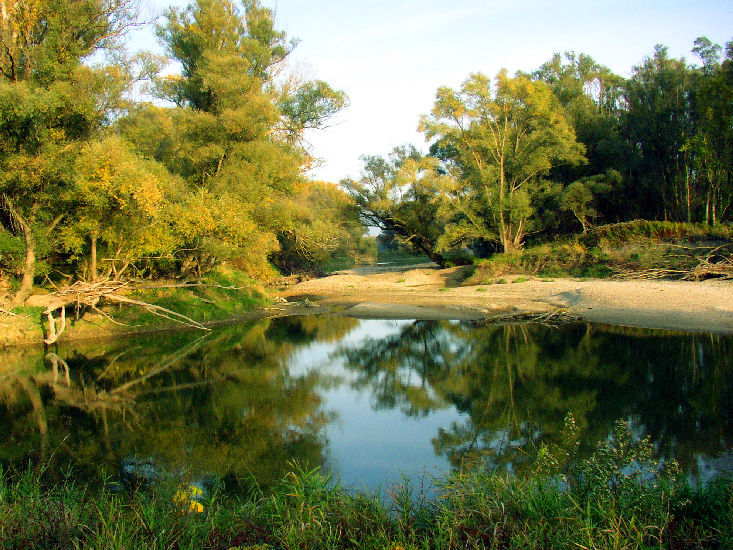
Slepé říční rameno poblíž Schönau

Kolem roku 1900 byly budovány protipovodňové stavby, kvůli kterým docházelo k oddělování ramen Dunaje od hlavního toku. Následkem byla vyšší rychlost vodního proudění a vyšší prohlubování říčního koryta v hlavním toku Dunaje, v již neprůchozích ramenech pak zvýšené zanášení pískem a hlínou.
Od roku 2002 proto byla některá přehrazená ramena opětovně spojována s hlavním tokem alespoň tak, aby jimi proudila voda při vyšších stavech hladiny. V roce 2006 byl u Hainburgu na základě projektu s podporou via donau, společnosti spravující dunajské vodní cesty, a programu Evropské unie LIFE+ v délce 3 km kompletně obnoven stav břehu řeky před přestavbou, aby se zde řeka mohla opět volně rozšiřovat. K podobné změně došlo v délce 1 km u Witzelsdorfu. V budoucnu má být takto obnoveno 50 % břehu mezi Vídní a slovenskými hranicemi. Vedle oživení luhů má být výsledkem také zmírnění následků povodní a stabilizace koryta řeky v zájmu ekologie i lodní dopravy.

## Turismus

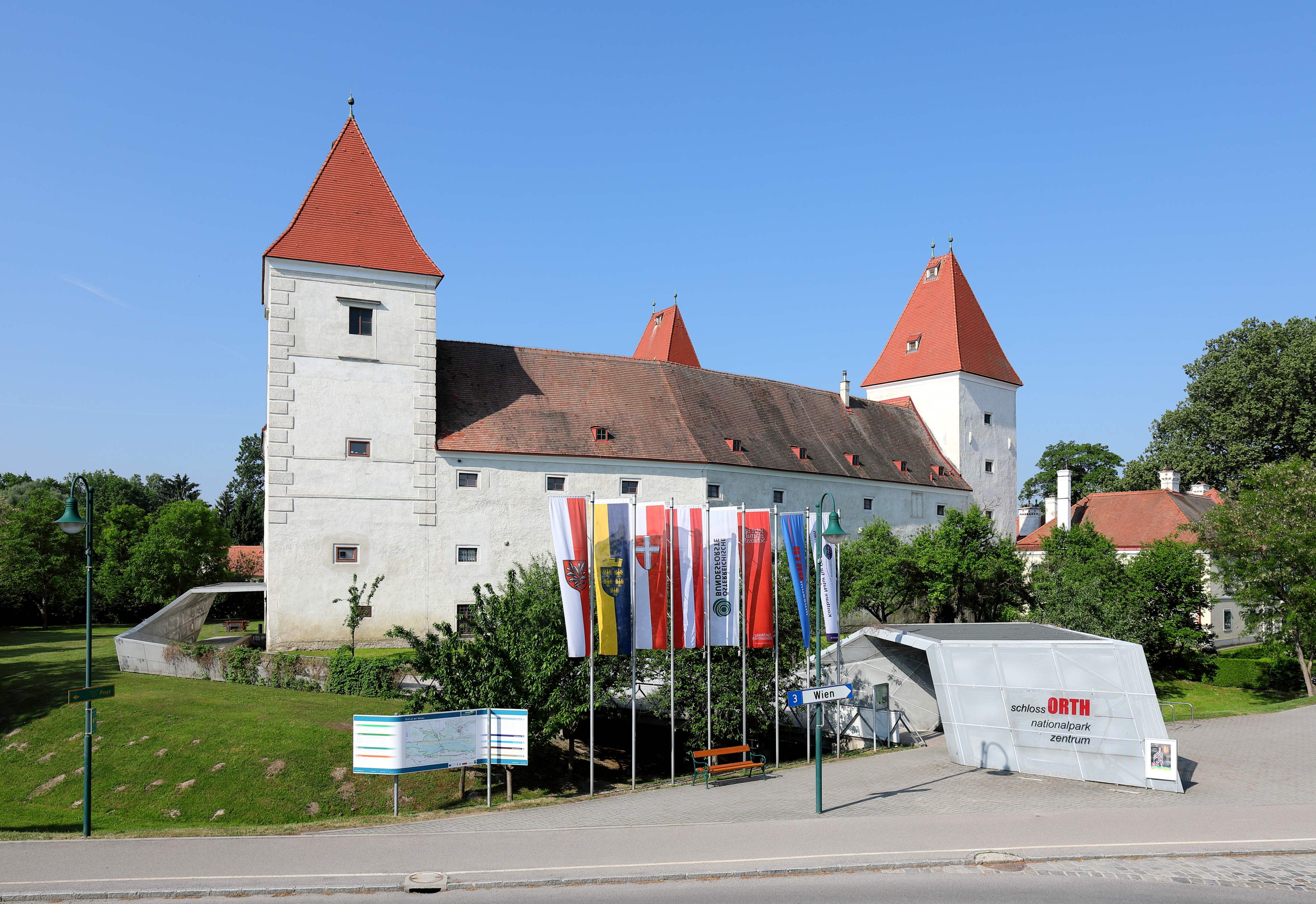
Starý zámek

Na zámku Orth v městysi Orth an der Donau se nachází centrum národního parku Donau-Auen. Návštěvníkům je zde prezentováno prostředí národního parku s jeho faunou a florou. Pod hladinou starého říčního ramena zde byla ve stylu podmořských akvárií zřízena pozorovatelna místních druhů ryb.
Probíhají zde exkurze s průvodcem (pěšky a v kánoi nebo nafukovacím člunu). Dále jsou organizovány například workshopy, různé tematické akce, slavnosti a projektové týdny pro školy.